# Ensemble Tümen ekh
L'ensemble Tümen ekh (mongol : ᠲᠦᠮᠡᠨ
ᠡᠬᠡ
ᠴᠢᠭᠤᠯᠭ᠎ᠠ, cyrillique : түмэн эх чуулга, littéralement, « dirigeant des 10 000 », c'est également le nom donné aux chevaux gagnant les courses et le nom d'un chant long utilisé pour les cérémonies d'ouvertures de fêtes et festivals), parfois translittéré ensemble Tumen ekh, est un ensemble interprétant la musique et danse folklorique mongole au théâtre national de Mongolie, à Oulan-Bator.

## Histoire
L'ensemble est fondé en 1989 à Oulan-Bator.
Il a voyagé dans plus de 40 pays et a donné des concerts dans des lieux tels que le World Music Center de New York ou le Kennedy Center à Washington, aux États-Unis, ainsi qu'au palais de Buckingham au Royaume-Uni. 

## Autres
- Tümen ekh est également le titre d'une chanson de variété folklorique de Ya. Gerelchuluun (Я. Гэрэлчулуун).